# لويد بلانكفين
لويد كرايج بلاكنفين "Lloyd Craig Blankfein" المولود في نيويورك في 20 سبتمبر 1954 مصرفي استثماري أمريكي  شغل منصب الرئيس التنفيذي لجولدمان ساكس خلفا لهانك بولسون وزير الخزانة الأمريكي السابق.

## سيرته
ولد بلانكفين لعائلة فقيرة في حي البرونكس في نيويورك و ترعرع في أحياء المعونة الاجتماعية, كان ابوه موظف بريد بينما كانت أمه موظفة إستقبال , أتم تعليمه الابتدائي و المتوسط في التعليم العام في نيويورك  حيث تخرج على رأس دفعته في ثانوية توماس جيفرسون سنة 1971,  بعدها ألتحق بجامعة هارفرد التي تخرج منها سنة 1975 بعدها أتم تعليمه في مدرسة هارفرد للقانون التي تخرج منها سنة .1978

## مساره المهني
عمل بلانكفين كمحامي أعمال مختص في القانون الضريبي في مكتب دونوفان ليسور و نيوتن و في 1981 ألتحق بجولدمان ساكس كمختص في المعادن في مكتبها في لندن.
تدرج في المناصب في جولدمان ساكس حيث ترقى لمنصب مدير العمليات في 2004 و بعد تعيين هنري بولسون الذي كان الرئيس المدير العام لجولدمان ساكس وزيرا للخزانة الأمريكية في ماي 2006, خلفه بلانكفين كرئيس تنفيذي لجولدمان ساكس في جويلية .2006
في 2018 آنتشرت أخبار أن بلانكفين  سيغادر منصبه آخر العام و في جويلية 2018 تم الأعلان عن مغادرة بلانكفين لمنصبه على أن يخلفه ديفيد سولومون.